# Takshaka
Takshaka (sanscrit : तक्षक Taksaka) est un Nâgarâja dans l'hindouisme et le bouddhisme. Il est mentionné dans l'épopée hindoue Mahābhārata. Il vivait dans une ville appelée Takshasila, qui était le nouveau territoire de Takshaka après que sa race ait été bannie par les Pandavas dirigés par Arjuna de la forêt de Khandava et de Kurukshetra, où ils ont construit leur nouveau royaume. 
Takshaka est connu dans les mythologies chinoise et japonaise comme étant l'un des "huit grands rois du dragon" (八大龍王 Hachi Ryuu-ou) ils sont les seuls serpents capables de voler et sont également mentionnés comme les serpents les plus venimeux parmi les Nanda (Nagaraja), Upananda, Sagara (Shakara), Vasuki, Balavan, Anavatapta et Utpala. 

## Hindouisme

### Le roi des nagas
Takshaka est mentionné comme un roi des Nagas en (1,3). Takshaka est mentionné en tant qu'ami du roi Indra Deva (1-225,227,230). Takshaka, autrefois habitée à Kurukshetra et dans la forêt de Khandava (Delhi moderne) (1,3). Takshaka et Aswasena étaient des compagnes assidues qui vivaient à Kurukshetra sur les rives de l'Ikshumati (1,3). Srutasena, le frère cadet de Takshaka, résidait au lieu saint de Mahadyumna dans le but d'obtenir la tutelle des serpents (1,3). Il était 4ème roi de Kamyaka. Takshaka est également connu comme un grand ennemi de Nesis de Shesha naag. 

### Famille
Selon Shrimad Bhagavatam, Takshaka appartenait à la dynastie Ikshvaku. Il était un descendant de Shri Rāma. Le fils de Takshaka s'appelait Brihadbala, tué au combat par Abhimanyu, fils d'Arjuna. 
Takshaka vivait dans la forêt de Khandav (1,225). Les Nagas y vivaient avec d'autres tribus comme les Pishacha, les Rakshasas, les Daityas et les Danavas (clans d'Asuras) (1,227). Arjuna a brûlé cette forêt à la demande d'Agni. À ce moment-là, le chef naga Takshaka n'était pas là, s'étant rendu à Kurukshetra. Mais Aswasena, le puissant fils de Takshaka, était là. Arjuna a tué l'épouse de Takshaka, la mère d'Aswasena. Mais Aswasena s'est échappée (1-229,230) (4,2). Pour se venger du massacre de sa mère, Aswasena a attaqué Arjuna pendant la guerre de Kurukshetra (8,90) (9,61), alors qu'il se battait avec Karna. Aswasena est mentionné ici comme étant né dans la race d'Airavata (8,90). Un Asura nommé Mayasura, qui était un grand architecte, est mentionné comme s'échappant de la demeure de Takshaka lorsque la forêt de Khandava a été brûlée (1 230).

### Vengeance sur les Pandavas

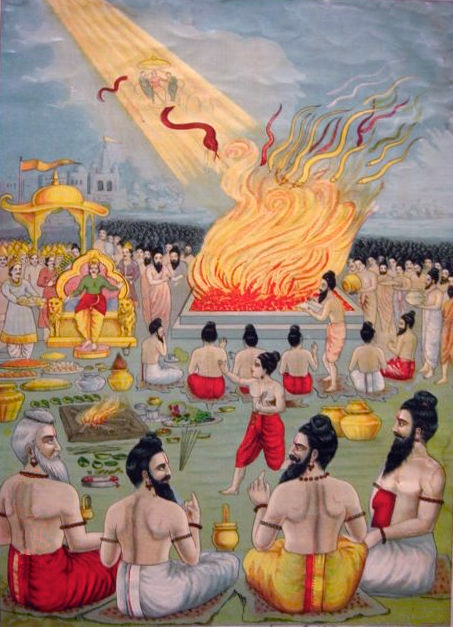
Le sacrifice du serpent de Janamejaya alors qu'Astika tente de l'arrêter.

Après que le fils d'un sage ait condamné le roi Parikshit à mourir d'une morsure de serpent pour avoir insulté son père, Takshaka vint l'accomplir. Takshaka accomplit l'acte en s'approchant déguisé (1,50) et en mordant Parikshit, le petit-fils d'Arjuna, et le tua, alors qu'il méditait sur le seigneur Vishnu. Il a également empêché toute possibilité d'assistance médicale auprès du roi, en soudoyant un prêtre du clan Kasyapa, expert dans le traitement des empoisonnements par un serpent (1,43). 

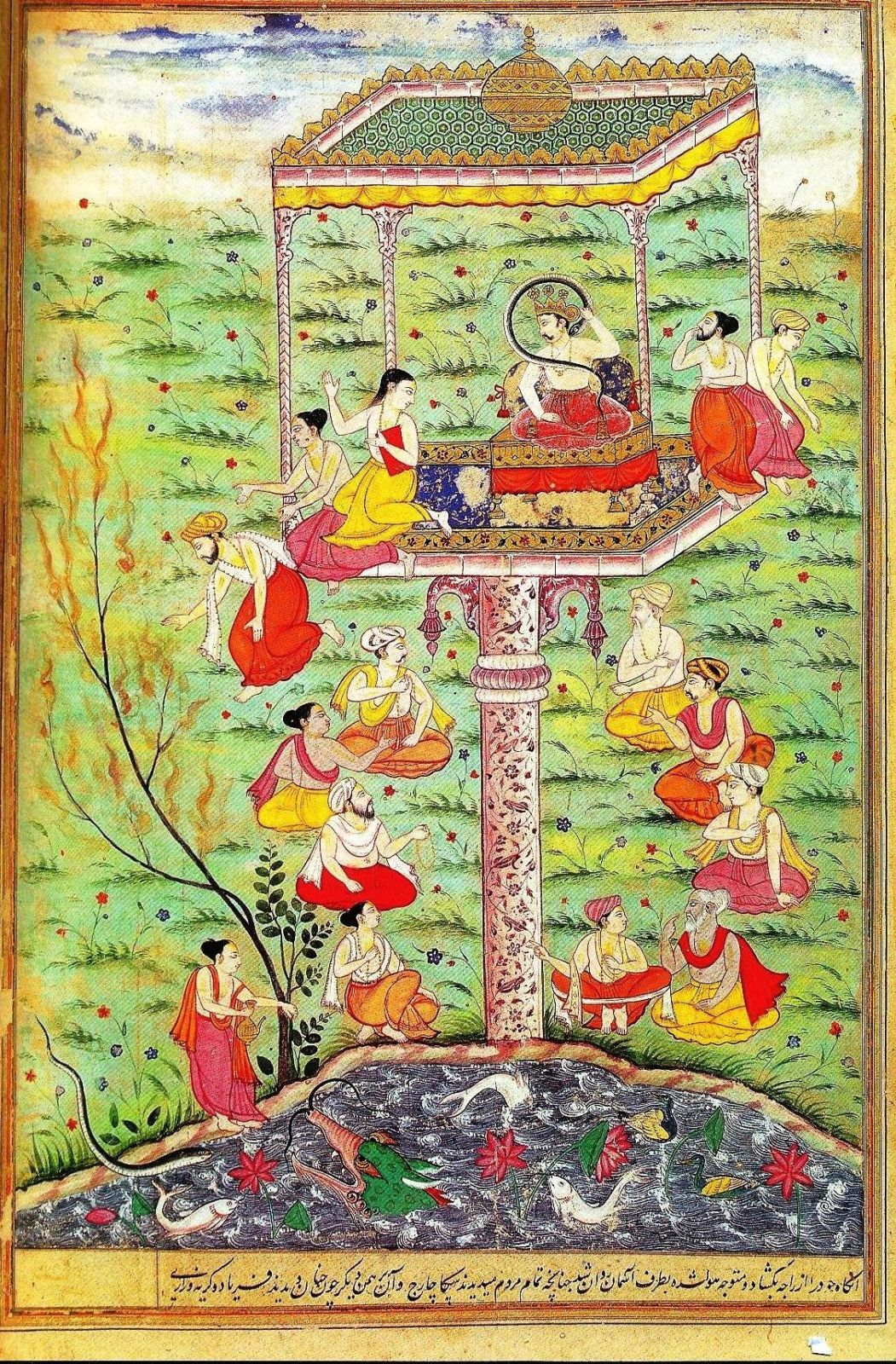
Kasyapa arbre vivant brûlé par Takshaka (près de Pond) et Parikshit mordu par Takshak, folio du Birla razmnama.

Plus tard, le roi Janamejaya, fils de Parikshit, mena une guerre à Takshasila (1,3) et expulsa les Nagas dirigés par Takshaka. 
Utanka devint la victime alors qu'il traversait le domaine de Takshaka. En se rendant à Janamejaya, Utanka a invoqué la colère de ce roi Kuru dirigé contre toutes ses forces, en direction de Takshaka et de la race Naga. Janamejaya a entamé une campagne à Takshasila, où il a massacré les Nagas, en vue d'exterminer la race Naga (1,52). Takshaka quitta son territoire et s'échappa sur le territoire de Deva où il chercha la protection du roi Deva Indra (1,53). Mais les hommes de Janamejaya l'ont retrouvé et amené comme prisonnier pour l'exécuter, de même que les autres chefs naga (1,56). À cette époque, un sage instruit nommé Astika, un garçon en âge, est venu et est intervenu. Sa mère Manasa était un naga et son père un brahmane. Janamejaya a dû écouter les paroles de la savante Astika et libérer Takshaka. Il a également mis fin au massacre des Nagas et mis fin à toute hostilité envers eux (1,56). À partir de ce moment, les Nagas et les Kurus ont vécu en paix. Janamejaya est devenu un roi épris de paix. 

### Autres références
Takshaka, déguisée en mendiant, vole les boucles d'oreilles de la reine du roi Paushya, qu'elle offre en cadeau à un brahmane nommé Uttanka. Uttanka a réussi à le récupérer avec l'aide des autres. Il souhaitait se venger de Takshaka et se dirigeait vers Hastinapura, la capitale du roi Kuru Janamejaya, l'arrière-petit-fils d'Arjuna. Uttanka a ensuite rendu service au roi Janamejaya, qui était déjà revenu peu de temps auparavant de Takshashila. Uttanka a rappelé au roi la mort de son père, Parikshit, aux mains de Takshaka (1,3). 
L'histoire d'Uttanka est répétée dans les chapitres (14-53 à 58) où il était dit que les boucles d'oreille appartenaient à la reine Madayanti, épouse du roi Saudasa (roi Ikshwaku) (14,57). Un naga de la race Airavata déroberait les boucles d'oreille (14,58).
- Un roi nommé Riksha dans la race de Puru (une branche de la dynastie lunaire) est mentionné comme épousant la fille d'un naga dans la race de Takshaka (1,95).
- Bhishma est comparé par ses prouesses à Naga Takshaka à (6,108).
- Takshaka serpent signifie couler le serpent en hindi et en sanscrit[3].